# Lucien Attoun
Pour les articles homonymes, voir Attoun.
Lucien Attoun, né le 8 septembre 1935 à La Goulette (Tunisie) et mort le 28 avril 2023 à Paris, est un homme de théâtre et de radio français.

## Biographie
Membre du Groupe de théâtre antique de la Sorbonne (1958), cofondateur-secrétaire général puis président du Cercle international de la jeune critique, fondé sous l'égide du Théâtre des Nations (1958) ; après des « petits boulots », professeur d'enseignement général au collège professionnel ORT de Lyon (1958-1969), adjoint au directeur chargé de l'animation culturelle à HEC (1966-1969), critique dramatique à la revue Europe, puis aux Les Nouvelles littéraires, à Témoignage chrétien, à La Quinzaine littéraire et à Tréteaux 67. Secrétaire général du Syndicat professionnel de la critique de théâtre, de musique et de danse (1975).
Il meurt à l'âge de 87 ans le 28 avril 2023 à Paris,, et est inhumé au cimetière du Père-Lachaise (division 50).

## Activités professionnelles

### Activités radiophoniques
À France Culture : chroniqueur artistique de La Matinée du théâtre, devenue La Matinée des arts du spectacle (1967) ; producteur pour Les Heures de culture française, devenue Les chemins de la connaissance et de Une semaine à Paris ; créateur et producteur du Nouveau répertoire dramatique (1969-2002) et des collections Radiodrames et Cycles de fiction ; producteur de On commence (1985-1997), Mégaphonie (1984-1997), Profession Spectateur (1997-2002) et Passage du témoin (2002-2003) : collaborateur du Panorama culturel de la France, devenu Le Panorama, et de Tout arrive ; coproducteur et présentateur de Spot, sur France Inter.
Invité régulier de l'émission d'Arnaud Laporte, Tout arrive, en 2007.

### Activités télévisuelles
Collaborateur de Théâtre, théâtres, sur Antenne 2.

### Activités théâtrales
Créateur de la collection « Théâtre ouvert » aux éditions Stock (1970). Fondateur avec Micheline Attoun, en 1971, de Théâtre Ouvert au Festival d'Avignon - à l'invitation de Jean Vilar - devenu permanent en 1976, puis théâtre d'essai et de création, à Paris, au Jardin d'hiver (1981), puis Centre dramatique national de création (1988), Centre national des dramaturgies contemporaines (2011) où il est codirecteur jusqu'au 1er janvier 2014.
Initiateur avec Micheline Attoun de l'École pratique des auteurs de théâtre, l'EPAT (2005).
Membre du comité de lecture du petit Odéon, sous la direction de Pierre Dux (créé en 1980).
Conseiller artistique de Giorgio Strehler, fondateur du Théâtre de l'Europe (1983-1990).
Membre du Comité éditorial consultatif du site des Arts vivants de l'INA depuis octobre 2010.

#### Mises en scène
- L'Ile des Morts, de Strindberg, création mondiale (1960)
- Antigone, de Jean Anouilh en Tunisie (1960)
- Les Mouches, de Jean-Paul Sartre, aux festivals des Nuits de Bourgogne et de Carthage (1961)

## Distinctions
- : Commandeur des Arts et des Lettres (avril 2006)
- : Chevalier de la Légion d'honneur (avril 2013)
- Médaille Beaumarchais de la Société des auteurs et compositeurs dramatiques (SACD)

## Publications
- Lucien Attoun et Antoine de Baecque, Pour un théâtre contemporain, Arles, France, Actes Sud, coll. « Apprendre », 2014, 208 p.  (ISBN 978-2-330-03177-0)